# Nick Tandy

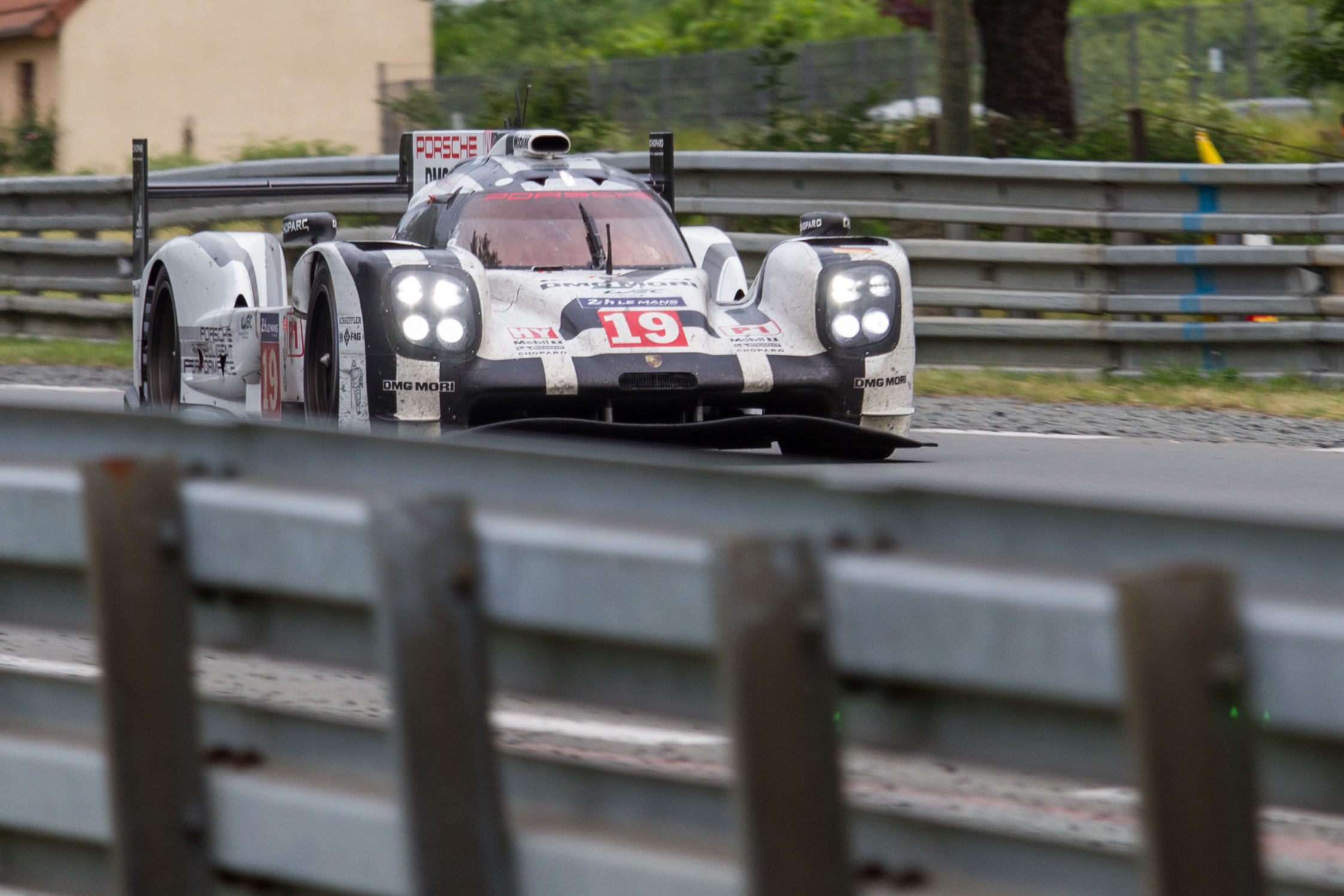
Porsche 919 de Tandy durante las 24 Horas de Le Mans 2017.

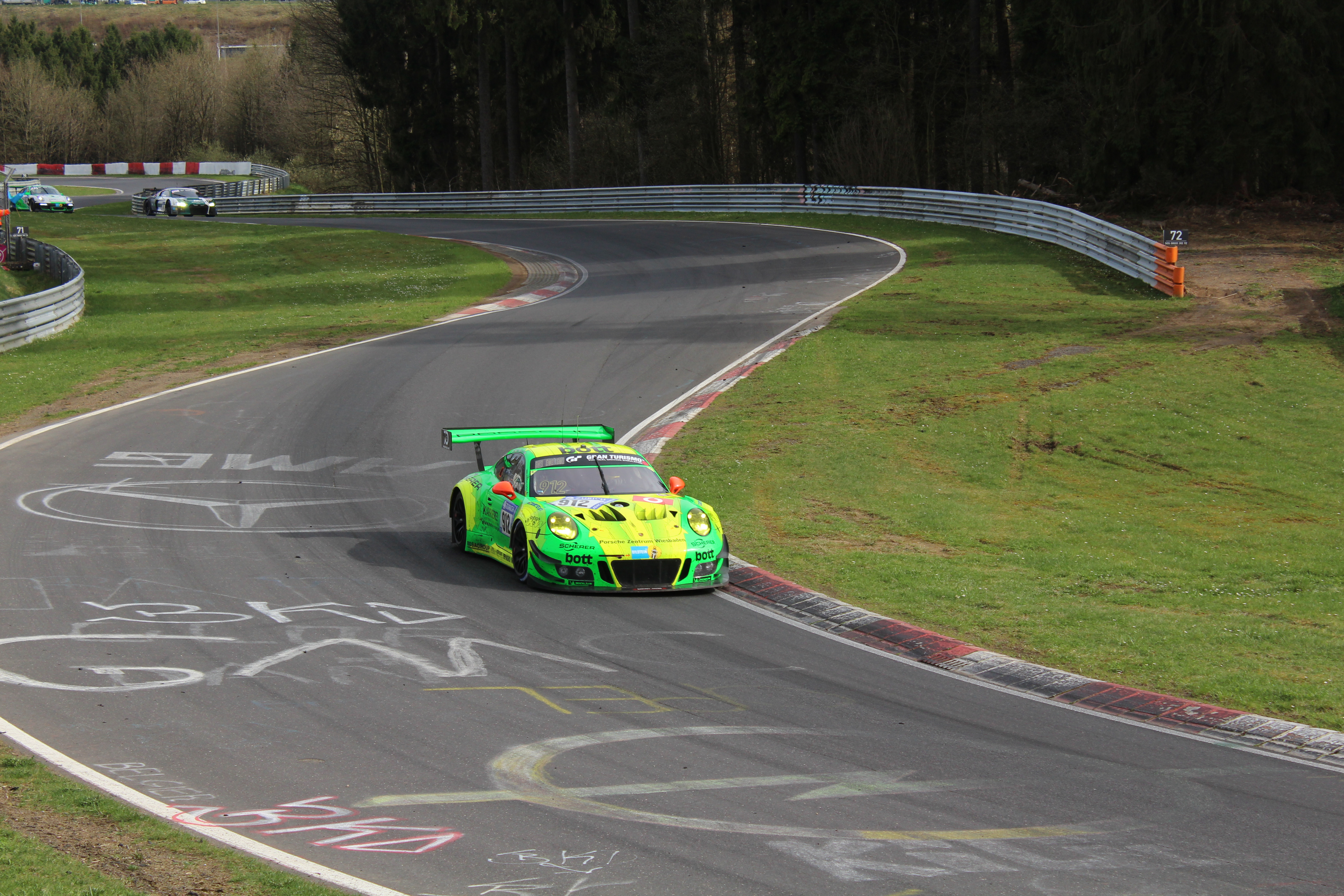
Porsche 911 de Tandy durante las 24 Horas de Nurburgring 2018.

Nick Tandy (Bedford, Inglaterra, 5 de noviembre de 1984) es un piloto de automovilismo británico. Especializado en carreras de resistencia, logró victorias absolutas en las 24 Horas de Le Mans 2015, las 24 Horas de Nürburgring 2018, las 24 Horas de Spa 2020 y las 24 Horas de Daytona 2025, siendo el primer piloto en ganar al menos una vez en las cuatro competencias. También ha obtenido victorias de clase en las 12 Horas de Sebring 2018, 2019 y 2020 y la Petit Le Mans 2015 y 2018.

## Carrera
Empezó su carrera deportiva a los 11 años de edad cuando compitió con autos Ministox en óvalos cortos. Entre 2001 y 2004 estuvo en el torneo monomarca Mini 7evens, donde resultó primero en 2003.
En 2005 fue campeón del Campeonato de Monoplazas de BRDC con 11 victorias. Participó de la Fórmula Ford Británica en 2006 y 2007, donde concluyó segundo y tercero respectivamente logrando un combinado de nueve victorias. En 2008 participó de la Fórmula 3 Británica y obtuvo tres podios para terminar noveno en el campeonato. En 2009 . También participó de 11 fechas en la Formula 3 Euro Series, pero no logró puntuar en ninguna.
En 2010 particippo de la Copa Porsche Carrera Alemania donde obtuvo cinco victorias y resultó subcampeón. También salió segundo en la Supercopa Porsche con tres victorias y cinco podios. Al año siguiente logró salir campeón de la Copa Porsche Carrera Alemania con tres victorias y siete podios. En tanto que en la Supercopa Porsche resultó quinto con un triunfo y seis podios. Además participó de las 24 Horas de Le Mans con Porsche 911 de Felbermayr-Proton en la clase GTE-Pro, pero no pudo completar la carrera.
En 2012 pasó a competir junto en la International GT Open con el equipo Manthey. Teniendo como compañero a Marco Holzer, lograron el subcampeonato con cinco victorias. También resultó undécimo en ADAC GT Masters con cuatro victorias.
Gracias a esos resultados, Porsche lo contrató a Tandy como piloto oficial en 2013. Tandy obtuvo una victoria en la clase GT en la Petit Le Mans y tercero en las 12 Horas de Sebring, siendo piloto invitado de Team Falken Tire. También, ganó dos carreras en la European Le Mans Series en la clase GTE, finalizando tercero en el campeonato.
Tandy se convirtió en piloto oficial de Porsche en IMSA SportsCar Championship en 2014, manejando un Porsche 911 en la clase GT Le Mans. Logró una victoria de clase en las 24 Horas de Daytona, pero en el resto de la temporada obtuvo como mejor resultado un cuarto lugar, terminando 15º en la tabla de pilotos.
En 2015 siguió en IMSA SportsCar Championship, pero contando a Patrick Pilet como piloto. Logró cuatro victorias finalizando noveno en el campeonato y ayudando al francés a ganar el título de pilotos, así como el campeonato de equipos. Además de esas cuatro victorias de clase, también lograron una victoria general en Petit Le Mans.
También en ese año, Tandy pilotó un Porsche 919 en las 6 Horas de Spa-Francorchamps y las 24 Horas de Le Mans, ganando en la segunda teniendo de compañeros de butaca a Earl Bamber y Nico Hülkenberg. En las cinco fechas restantes del Campeonato Mundial de Resistencia, piloto un Oreca Nissan de KCMG, ayudando al equipo a finalizar segundo en el campeonato de equipos de la clase LMP2.
En 2016, Tandy logró una victoria en Long Beach y un segundo lugar Austin, de modo que finalizó 13º en el campeonato de pilotos de la IMSA SportsCar Championship. Además participó de las 24 Horas de Le Mans con un Porsche 911 de la clase GTE-Pro. En 2017 Tandy fue ascendido como piloto regular del Campeonato Mundial de Resistencia, manejando el Porsche 919. Terminó séptimo en el campeonato con tres segundos puestos y cuatro terceros. También colaboró para Porsche logrará el campeonato de marcas.
Tandy regresó a IMSA SportsCar Championship en 2018 en clase GT Le Mans. Obtuvo victorias en las 12 Horas de Sebring y en la Petit Le Mans, terminando 12º en la tabla de pilotos junto con su compañero de butaca Pilet. Además, junto a Pilet, Richard Lietz y Frédéric Makowiecki lograron la victoria en las 24 Horas de Nürburgring. En 2019 fue tercero en su clase en Le Mans y en IMSA fue subcampeón venciendo nuevamente en Sebring, en Watkins Glen y en Virginia.

## Resultados

### 24 Horas de Le Mans
| Año     | Equipo                      | Copilotos                        | Automóvil               | Clase    | Vueltas | Pos. | Pos. Clase |
| ------- | --------------------------- | -------------------------------- | ----------------------- | -------- | ------- | ---- | ---------- |
| 2011    | Team Felbermayr-Proton      | Abdulaziz Al-Faisal Bryce Miller | Porsche 997 GT3-RSR     | GTE Pro  | 169     | DNF  | DNF        |
| 2014    | Porsche Team Manthey        | Patrick Pilet Jörg Bergmeister   | Porsche 911 RSR         | GTE Pro  | 309     | 36.º | 7.º        |
| 2015    | Porsche Team                | Nico Hülkenberg Earl Bamber      | Porsche 919 Hybrid      | LMP1     | 395     | 1.º  | 1.º        |
| 2016    | Porsche Motorsport          | Kévin Estre Patrick Pilet        | Porsche 911 RSR         | GTE Pro  | 135     | DNF  | DNF        |
| 2017    | Porsche LMP Team            | Neel Jani André Lotterer         | Porsche 919 Hybrid      | LMP1     | 318     | DNF  | DNF        |
| 2018    | Porsche GT Team             | Patrick Pilet Earl Bamber        | Porsche 911 RSR         | GTE Pro  | 334     | 27.º | 10.º       |
| 2019    | Porsche GT Team             | Patrick Pilet Earl Bamber        | Porsche 911 RSR         | GTE Pro  | 342     | 22.º | 3.º        |
| 2020    | G-Drive Racing with Algarve | Oliver Jarvis Ryan Cullen        | Aurus 01-Gibson         | LMP2     | 105     | DNF  | DNF        |
| 2021    | Corvette Racing             | Alexander Sims Tommy Milner      | Chevrolet Corvette C8.R | GTE Pro  | 313     | 44.º | 6.º        |
| 2022    | Corvette Racing             | Alexander Sims Tommy Milner      | Chevrolet Corvette C8.R | GTE Pro  | 260     | DNF  | DNF        |
| 2023    | Porsche Penske Motorsport   | Mathieu Jaminet Felipe Nasr      | Porsche 963             | Hypercar | 84      | DNF  | DNF        |
| 2024    | Porsche Penske Motorsport   | Mathieu Jaminet Felipe Nasr      | Porsche 963             | Hypercar | 211     | DNF  | DNF        |
| 2025    | Porsche Penske Motorsport   | Felipe Nasr Pascal Wehrlein      | Porsche 963             | Hypercar | 386     | 8.º  | 8.º        |
| Fuente: |                             |                                  |                         |          |         |      |            |

### Campeonato Mundial de Resistencia de la FIA
(Clave) (negrita indica pole position) (cursiva indica vuelta rápida)

| Año  | Escudería            | Clase     | Automóvil          | 1   | 2   | 3   | 4   | 5   | 6   | 7   | 8   | 9   | Pos. | Puntos | Ref.  |
| ---- | -------------------- | --------- | ------------------ | --- | --- | --- | --- | --- | --- | --- | --- | --- | ---- | ------ | ----- |
| 2014 | Porsche Team Manthey | LMGTE Pro | Porsche 911 RSR    | SIL | SPA | LMS | COA | FUJ | SHA | BHR | SÃO |     | 17.º | 31     | [ 4 ] |
| 2014 | Porsche Team Manthey | LMGTE Pro | Porsche 911 RSR    | 2   |     | 11  | 4   |     |     |     |     |     | 17.º | 31     | [ 4 ] |
| 2015 |                      |           |                    | SIL | SPA | LMS | NÜR | COA | FUJ | SHA | BHR |     |      |        |       |
| 2015 | KCMG                 | LMP2      | Oreca 05-Nissan    | 4   |     |     | 1   |     | Ret | 3   | 2   |     | 6.º  | 71     | [ 5 ] |
| 2015 | Porsche Team         | LMP1      | Porsche 919 Hybrid |     | 6   | 1   |     |     |     |     |     |     | 8.º  | 70.5   | [ 6 ] |
| 2017 | Porsche LMP Team     | LMP1      | Porsche 919 Hybrid | SIL | SPA | LMS | NÜR | MEX | COA | FUJ | SHA | BHR | 4.º  | 129    | [ 7 ] |
| 2017 | Porsche LMP Team     | LMP1      | Porsche 919 Hybrid | 3   | 4   | Ret | 2   | 2   | 2   | 3   | 3   | 3   | 4.º  | 129    | [ 7 ] |